# Taiwanomyia ritozanensis
Taiwanomyia ritozanensis är en tvåvingeart som först beskrevs av Alexander 1929.  Taiwanomyia ritozanensis ingår i släktet Taiwanomyia och familjen småharkrankar.
Artens utbredningsområde är Taiwan. Inga underarter finns listade i Catalogue of Life.